# Александър Валентинов
Александър Валентинов (роден на 19 март 1973), наричан по прякор Жуцата, е бивш български футболист, централен нападател.
Роден е на 19 март 1973 г. в София. Юноша на Левски (София). Играл е за Рилски спортист, Локомотив (София), Академик (София), Черно море, Нефтохимик, Славия, Ботев (Враца), Миньор (Перник), в Австрия и за гръцките Atromitos F.C., Посеидон, Родос и Агиос Димитриос.

## Статистика по сезони
- Рилски спортист – 1992/93 – Б група, 24/7
- Локомотив (Сф) – 1993/94 – А група, 3/0
- Академик (Сф) – 1994/95 – Б група, 21/10
- Санкт Пьолтен – 1995/96 – Втора Бундеслига (Австрия), 28/7
- Санкт Пьолтен – 1996/97 – Втора Бундеслига (Австрия), 13/1
- Черно море – 1997/ес. - Б група, 1/1
- Нефтохимик – 1997/98 - А група, 2/2
- Славия – 1998/99 – А група, 14/1
- Ботев (Враца) – 1999/00 – Б група, 23/15
- Атромитос – 2000/01 – C'Етники Категория, 15/9
- Атромитос – 2001/02 – С'Етники Категория, 24/7
- Атромитос – 2002/03 – Бета Етники, 11/2
- Посейдон Неа Пори – 2003/04 – Бета Етники, 17/4
- ПАЕ РОДОС – 2004/05 – C'Етники Категория, 28/11
- Агиос Димитриос – 2005/06 – С'Етники Категория, 21/8
- Миньор – 2006/ес. – Западна Б група, 9/3